# 코믹 북 리소시스

2023년부터 CBR 공식 로고

코믹 북 리소시스(Comic Book Resources, CBR)는 만화 웹사이트이다.